# Alice Ball

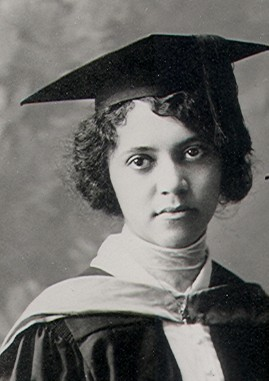
Alice Ball

Alice Augusta Ball (* 24. Juli 1892 in Seattle, Washington, USA; † 31. Dezember 1916 ebenda) war eine US-amerikanische Chemikerin. Sie entwickelte einen injizierbaren Ölextrakt, der bis in die 1940er Jahre die wirksamste Behandlung von Lepra war. Ball war die erste Frau und die erste Person afroamerikanischer Herkunft mit einem Masterabschluss vom College of Hawaii (heute University of Hawaiʻi). Sie war auch die erste afroamerikanische Chemiedozentin an dieser Universität.

## Jugend und Ausbildung
Alice Augusta Ball wurde am 24. Juli 1892 in Seattle im US-Bundesstaat Washington als Tochter von James Presley Ball und Laura Louise (Howard) Ball geboren. Ball hatte zwei ältere Brüder, William und Robert, und eine jüngere Schwester namens Addie. Ihre Familie kann als Mittelschicht bis obere Mittelschicht angesehen werden, denn Balls Vater war Zeitungsredakteur, Fotograf und Rechtsanwalt. Ihr Großvater, James Presley Ball (James Ball Sr.), war ein berühmter Fotograf und einer der ersten Afroamerikaner, der Daguerreotypie beherrschte. Auch ihre Mutter und ihre Tante waren Fotografinnen.
Alice Ball und ihre Familie zogen während Alices Kindheit von Seattle nach Honolulu in der Hoffnung, dass das warme Wetter die Arthritis des Großvaters, James Ball Sr., lindern würde. Er starb kurz nach dem Umzug, und sie zogen nach einem Jahr zurück nach Seattle. Dort besuchte Ball die Seattle High School, wo sie Bestnoten in den Naturwissenschaften erhielt und 1910 ihren Abschluss machte.
Ball studierte Chemie an der University of Washington. Dort erwarb sie 1912 einen Bachelor-Abschluss in pharmazeutischer Chemie und zwei Jahre später einen zweiten Abschluss in Pharmazie. Mit ihrem Pharmaziedozenten William M. Dehn veröffentlichte sie einen zehnseitigen Artikel mit dem Titel Benzoylations in Ether Solution in der renommierten Zeitschrift Journal of the American Chemical Society. Das war eine Ausnahmeleistung, nicht nur für eine afroamerikanische Frau, sondern für Frauen jeglicher Herkunft in dieser Zeit.
Nach ihrem Abschluss hatte Ball die Wahl zwischen einem Stipendium von der University of California, Berkeley und einem vom College of Hawaii (heute University of Hawaii). Ball entschied sich, nach Hawaii zu ziehen, um dort einen Master-Abschluss in Chemie zu machen. Während ihres Aufbaustudiums an der University of Hawaii untersuchte Ball den chemischen Aufbau und das Wirkprinzip von Piper methysticum (Kavapfeffer) für ihre Masterarbeit. 1915 war sie die erste Frau und die erste Person afroamerikanischer Herkunft, die am College of Hawaii das Studium mit einem Master abschloss. Alice Ball war auch die erste afroamerikanische Forscherin und Dozentin am Chemieinstitut des College of Hawaii.

## Forschung
Während ihrer Zeit als Forscherin und Dozentin am College of Hawaii analysierte Alice Ball Chaulmoograöl und seine chemischen Eigenschaften. Chaulmoograöl wurde schon zuvor gegen Lepra eingesetzt. Ball entdeckte seine Ethylester-Form, in der es wasserlöslich war und sich im Blutkreislauf auflösen konnte. Damit war es injizierbar. Ball revolutionierte so seinen Einsatz und trug dazu bei, Lepra heilbar zu machen.

### Leprabehandlung zu Beginn des 20. Jahrhunderts
Lepra war noch Anfang des 20. Jahrhunderts eine unheilbare Krankheit. Patienten wurden damals in Leprakolonien isoliert. Wenn bei einem Patienten auf Hawaii zwischen 1866 und 1942 Lepra diagnostiziert wurde, wurde er inhaftiert und auf die Hawaii-Insel Molokai dauerhaft in Quarantäne geschickt.
Chaulmoograöl wurde zuvor in der Behandlung von Lepra mit unterschiedlichen Ergebnissen eingesetzt. Jede Form der Behandlung hatte ihre Probleme. Chaulmoograöl wurde zunächst direkt aus den Samen des Chaulmoograbaums gewonnen und seit dem 14. Jahrhundert zur äußeren Anwendung in östlicher Medizin eingesetzt. In dieser Form war es jedoch für eine wirksame Verwendung zu zäh; injiziert hingegen war es extrem schmerzhaft. Dennoch versuchten einige Krankenhäuser, Chaulmoograöl als Injektion anzuwenden, obwohl die zähe Konsistenz dazu führte, dass es unter der Haut klumpte und Abszesse (Blasen) verursachte, was die Haut des Patienten wie Luftpolsterfolie aussehen ließ. Das Öl einzunehmen war auch keine erfolgversprechende Option, weil es einen bitteren Geschmack hatte, der die Patienten in der Regel erbrechen ließ, wenn sie versuchten, es zu schlucken.
Harry T. Hollmann war während dieser Zeit Arzt am Kalihi-Krankenhaus in Hawaii. Er war noch nicht bereit, das vielversprechende Chaulmoograöl als Behandlung aufzugeben, trotz der uneinheitlichen Ergebnisse. Er nahm mit Alice Ball Kontakt auf, die an ihrer Masterarbeit The Chemical Constituents of Piper Methysticum arbeitete, und schlug ihr vor, auch über Chaulmoograöl zu forschen.

### Balls Entdeckung
Im Alter von 23 Jahren entwickelte Ball eine Technik, mit der das Öl aus den Chaulmoograbaumsamen injizierbar und durch den Körper absorbierbar gemacht werden konnte. Ihre neu entwickelte Technik umfasste die Isolation der Ethylesterkomponenten aus den Fettsäuren des Chaulmoograöls. Diese Isolationstechnik, später bekannt als „Ball-Methode“, ermöglichte die einzige Behandlung für Lepra mit Chaulmoograöl, die wirksam war und die keine Abszesse oder bitteren Geschmack hinterließ. Ball konnte aufgrund ihres frühen Todes ihre revolutionären Forschungsergebnisse nicht mehr veröffentlichen.
Arthur L. Dean, ein Chemiker und der Präsident der University of Hawaii, setzte ihre Arbeit fort, veröffentlichte die Forschungsergebnisse und fing an, große Mengen des injizierbaren Chaulmoograextrakts herzustellen. Dean veröffentlichte die Forschungsergebnisse jedoch, ohne Balls Leistung anzuerkennen, und nannte die Technik die „Dean-Methode“. Erst 1922 erwähnte Hollmann in einem Artikel in einer medizinischen Fachzeitschrift Alice Balls Beitrag.
Durch ihren frühen Tod erlebte Alice Ball den Erfolg ihrer Methode nicht mehr. 1918, zwei Jahre nach Alice Balls Tod, berichtete ein Arzt aus Hawaii im Journal of the American Medical Association, dass insgesamt 78 Patienten vom Gesundheitsprüfungsausschuss aus dem Kalihi-Krankenhaus entlassen wurden, nachdem sie mit Injektionen des Chaulmoograöls behandelt worden waren. Zwischen 1919 und 1923 wurden keine neuen Patienten mehr in die Leprakolonie auf Kalaupapa geschickt. Der isolierte Ethylester blieb die bevorzugte Behandlung gegen Lepra, bis Sulfonamid-Medikamente in den 1940er Jahren entwickelt wurden.

## Tod und Vermächtnis
Alice Augusta Ball starb am 31. Dezember 1916 im Alter von 24 Jahren. Sie war während ihrer Forschungen krank geworden und kehrte einige Monate vor ihrem Tod nach Seattle zurück, um sich behandeln zu lassen. Ein Zeitungsartikel von 1917 legt nahe, dass die Todesursache eine Vergiftung durch Chlor war, dem sie während des Unterrichtens in einem Labor ausgesetzt war. Es wurde berichtet, dass Ball demonstrierte, wie man eine Gasmaske als Vorbereitung auf einen Giftgasangriff richtig benutzt (es war die Zeit des Ersten Weltkriegs). Ihre Todesursache ist letztlich unbekannt, denn ihr Totenschein wurde in „Todesursache Tuberkulose“ geändert.
Alice Balls Werk hatte einen direkten Einfluss auf das Leben der Leprakranken. Ab 1866, 80 Jahre lang, wurden allein auf Hawaii achttausend Menschen, bei denen Lepra diagnostiziert worden war, aus ihrem Zuhause gerissen. Aufgrund Balls Forschungen wurden Patienten auf Hawaii nicht mehr nach Kalaupapa (Molokai) ins Exil geschickt. Stattdessen konnten sie in ihrem Zuhause behandelt werden. Davor wurden Patienten als zivilrechtlich tot betrachtet, wenn sie ins Exil geschickt wurden, weil es keine Heilung gab.
Obwohl ihre Forschungskarriere kurz war, führte Ball eine neue Behandlung für Lepra ein, die bis in die 1940er Jahre verwendet wurde. Fast neunzig Jahre lang würdigte die University of Hawaii ihre Arbeit nicht. Im Jahr 2000 wurde Ball von der Universität geehrt: Sie widmete Ball eine Gedenktafel, die am einzigen Chaulmoograbaum der Universität hinter Bachman Hall angebracht wurde. Am selben Tag erklärte Mazie Hirono, frühere Vizegouverneurin von Hawaii, den 29. Februar zum „Alice-Ball-Tag“, der nun alle vier Jahre gefeiert wird. 2007 ehrte der Universitätsverwaltungsrat der University of Hawaii Alice Ball mit einer Ehrenmedaille. Im März 2016 zählte das Hawaiʻi Magazine Ball zu den einflussreichsten Frauen in der Geschichte Hawaiis.
2019 wurde ihr Name als einer von drei Frauen zu den ursprünglich 23 Namen auf dem Fries der London School of Hygiene and Tropical Medicine hinzugefügt, die Personen aufführen, die sich um öffentliche Gesundheit und Tropenmedizin verdient gemacht haben (die anderen beiden Frauen waren Marie Curie und Florence Nightingale).